# Сиоли, Даниэль
Даниэ́ль Осва́льдо Сио́ли (исп. Daniel Osvaldo Scioli; род. 13 января 1957, Буэнос-Айрес, Аргентина) — аргентинский спортсмен и политический деятель, вице-президент Аргентины в 2003—2007 годах при Несторе Киршнере, перонист. С 2007 по 2015 год губернатор столичной провинции. Глава правящей Хустисиалистской партии с 2010 по 2014 год. Посол Аргентины в Бразилии с 29 июня 2020 по 15 июня 2022 года и с 5 сентября 2022 года.

## Биография
Даниэль Сиоли родился в столице страны Буэнос-Айресе в январе 1957 года. В юные годы серьёзно занимался водно-моторным спортом. Восьмикратный чемпион мира по гонкам на катере. В 1997 году впервые был избран в Национальный конгресс Аргентины.
Вместе с Киршнером выиграл президентские выборы 2003 года и весь срок занимал пост вице-президента. Затем занял пост губернатора родной провинции, который занимал до 10 декабря 2015 года.
После смерти бывшего президента и лидера Хустисиалистской партии Нестора Киршнера в октябре 2010 года Даниэль в течение трёх с лишним лет возглавлял эту партию. Сиоли входит в левоцентристскую фракцию Фронт за победу.
Летом 2015 года Сиоли был выдвинут на пост президента Аргентины на предстоящих выборах от левоцентристов Хустисиалистской партии Аргентины. Действующий (в это время) президент Кристина Киршнер поддержала его кандидатуру; сама она не имела права баллотироваться на пост президента.
25 октября в Аргентине прошёл первый тур президентских выборов, по его результатам Сиоли получил 37,08 % голосов и занял первое место. Второй тур прошёл 22 ноября, в нём Сиоли набрал 48,66 % и проиграл кандидату оппозиции Маурисио Макри.
С 2016 года вице-председатель партии. С декабря 2017 по март 2020 года – член Палаты депутатов страны от провинции Буэнос-Айрес.

## Семья
Супруга, Даниэла Работини, известный дизайнер, выпускает линию косметики и очки. Они состоят в  повторном браке (1991—1998 и с 2001).
Есть внебрачная дочь, Лорена Сиоли (1978 г.р.).